# Xã Center, Quận Prairie, Arkansas
Xã Center (tiếng Anh: Center Township) là một xã thuộc quận Prairie, tiểu bang Arkansas, Hoa Kỳ. Năm 2010, dân số của xã này là 474 người.